# Porphyriops melanops
Porphyriops melanops е вид птица от семейство Rallidae.

## Разпространение
Видът е разпространен в Аржентина, Боливия, Бразилия, Колумбия, Парагвай, Перу, Уругвай и Чили.